# Municipis de Campeche
Llista de municipis de Campeche.

Mapa dels municipis de Campeche

L'estat mexicà de Campeche s'organitza administrativament en onze municipis:
| Codi | Municipi    | Superfície (km²) | Seu Municipal         |
| ---- | ----------- | ---------------- | --------------------- |
| 001  | Calkiní     | 1.967            | Calkiní               |
| 002  | Campeche    | 3.411            | Campeche              |
| 003  | Carmen      | 9.720            | Ciudad del Carmen     |
| 004  | Champotón   | 6.088            | Champotón             |
| 005  | Hecelchakán | 1.332            | Hecelchakán           |
| 006  | Hopelchén   | 7.460            | Hopelchén             |
| 007  | Palizada    | 2.072            | Palizada              |
| 008  | Tenabo      | 821              | Tenabo                |
| 009  | Escárcega   | 4.570            | Escárcega             |
| 010  | Calakmul    | 13.839           | Xpujil                |
| 011  | Candelaria  | 5.519            | Candelaria (Campeche) |